# جرارد کندی
جرارد کندی (انگلیسی: Gerard Kennedy؛ زادهٔ ۸ مارس ۱۹۳۲) بازیگر اهل استرالیا است.
از فیلم‌ها یا مجموعه‌های تلویزیونی که وی در آن‌ها نقش داشته است، می‌توان به سَدِل کلاب و هَـنِـی (حادثه‌جو) اشاره نمود.